# Аракелян Артавазд Оганесович
Артавазд Оганесович Аракел́ян (нар. 3 серпня 1925, Єреван) — радянський вчений у галузі ентомології і фітопатології. Доктор сільськогосподарських наук з 1972 року, професор з 1984 року. Член-кореспондент НАН Республіки Вірменії з 1994 року, член Міжнародної академії виноградарства та виноробства з 1999 року.

## Біографія
Народився 3 серпня 1925 року в Єревані. Учасник Другої світової війни, мав поранення. У 1948—1956 роках, після закінчення Вірменського сільськогосподарського інституту, — на господарчій роботі. З 1957 року завідувач відділом захисту рослин у Вірменському науково-дослідному інституті виноробства, виноградарства і плодівництва.

## Наукова діяльність
Вченим вивчена фауна цикадових на виноградниках Вірменської РСР і розроблені методи боротьби з імеретинською виноградною цикадою в Араратській рівнині; складена і втілена в практику система заходів захисту виноградників від шкідників і хвороб. Автор понад 110 наукових робіт. Серед них:
- Шкідники плодових дерев, Єреван, 1977;
- Підсумки науково-дослідних робіт по захисту виноградників і плодових садів від шкідників і хвороб у Вірменії. — Тр./Вірменський НДІВВіП, 1977, випуск 14.

## Нагороди
- У 1944 році нагороджений медаллю «За бойові заслуги»[2];
- Указом від 6 квітня 1985 року нагороджений орденом Вітчизняної війни 2 ступеня.